# Copa Panamericana de Voleibol Masculino Sub-19 de 2019
La III Copa Panamericana de Voleibol Masculino Sub-19 se disputó del 24 al 29 de abril de 2019 en la ciudad de Santo Domingo (República Dominicana). El torneo contó con la participación de 6 selecciones nacionales de la NORCECA y 1 de la CSV.
El torneo otorgó dos cupos al Campeonato Mundial de Voleibol Masculino Sub-19 de 2019 a disputarse en Túnez; la Copa Panamericana ofrece un boleto para el equipo mejor clasificado de NORCECA entre los que aún no están calificados, más un segundo boleto para el equipo mejor clasificado, sin importar su confederación NORCECA o CSV.

## Organización

### País anfitrión y ciudad sede
| Santo DomingoSanto Domingo, sede de la Copa Panamericana de Voleibol Masculino Sub-19 de 2019. | Santo Domingo                   |
| ---------------------------------------------------------------------------------------------- | ------------------------------- |
| Santo DomingoSanto Domingo, sede de la Copa Panamericana de Voleibol Masculino Sub-19 de 2019. | Gimnasio Ricardo Gioriver Arias |
| Santo DomingoSanto Domingo, sede de la Copa Panamericana de Voleibol Masculino Sub-19 de 2019. | Capacidad: 6000                 |
| Santo DomingoSanto Domingo, sede de la Copa Panamericana de Voleibol Masculino Sub-19 de 2019. |                                 |

República Dominicana recibirá este torneo por primera vez, y con la participación de 7 equipos registrados para el evento que ofrece dos boletos de calificación para el Campeonato Mundial de Voleibol Masculino Sub-19 de 2019.

#### Recinto
Todos los partidos se llevarán a cabo en el Gimnasio Ricardo Gioriver Arias ubicado en Santo Domingo.

### Formato de competición
El torneo se desarrolla dividido en dos etapas: fase preliminar y fase final.
En la fase preliminar las siete selecciones participantes son reunidas en dos grupos. Cada equipo se enfrenta una vez contra los otros bajo el sistema de todos contra todos y son clasificados de acuerdo a los siguientes criterios, en orden de aparición:
- Número de partidos ganados y perdidos.
- Puntos obtenidos, los cuales son otorgados de la siguiente manera:
  - Partido con resultado final 3-0: 5 puntos al ganador y 0 puntos al perdedor.
  - Partido con resultado final 3-1: 4 puntos al ganador y 1 punto al perdedor.
  - Partido con resultado final 3-2: 3 puntos al ganador y 2 puntos al perdedor.
- Proporción entre los puntos ganados y los puntos perdidos (Puntos ratio).
- Proporción entre los sets ganados y los sets perdidos (Sets ratio).
- Si el empate persiste entre dos equipos, tendrá prioridad el ganador del partido entre los equipos implicados.
- Si el empate persiste entre tres o más equipos se elabora una nueva clasificación tomando en cuenta solo los resultados entre los equipos involucrados.

La fase final consiste en el partido por el 3.er puesto y la final. Los equipos perdedores de las semifinales disputan la medalla de bronce, mientras que los equipos vencedores disputan la medalla de oro.

## Equipos participantes
Siete selecciones confirmaron su participación en el torneo.
NORCECA (Confederación del Norte, Centroamérica y del Caribe)
- Cuba
- Guatemala
- México
- Nicaragua
- Puerto Rico
- República Dominicana

CSV (Confederación Sudamericana de Voleibol)
- Chile

## Calendario
| Fase            | Jornada   | Fecha               |
| --------------- | --------- | ------------------- |
| Fase preliminar | Jornada 1 | 24 de abril de 2019 |
| Fase preliminar | Jornada 2 | 25 de abril de 2019 |
| Fase preliminar | Jornada 3 | 26 de abril de 2019 |
| Fase final      | Jornada 4 | 27 de abril de 2019 |
| Fase final      | Jornada 5 | 28 de abril de 2019 |
| Fase final      | Jornada 6 | 29 de abril de 2019 |

## Resultados

### Fase preliminar
– Clasificados a las semifinales. 
     – Clasificados a los cuartos de final.
     – Pasan a disputar la clasificación del 6.° al 7.° lugar.

#### Grupo A
| Pos. | Equipo               | Partidos | Partidos | Partidos | Pts. | Sets | Sets | Sets  | Puntos | Puntos | Puntos |
| Pos. | Equipo               | PJ       | PG       | PP       | Pts. | SG   | SP   | Ratio | PG     | PP     | Ratio  |
| ---- | -------------------- | -------- | -------- | -------- | ---- | ---- | ---- | ----- | ------ | ------ | ------ |
| 1    | Cuba                 | 3        | 3        | 0        | 15   | 9    | 0    | MAX   | 225    | 130    | 1.730  |
| 2    | República Dominicana | 3        | 2        | 1        | 10   | 6    | 3    | 2.000 | 198    | 168    | 1.178  |
| 3    | Guatemala            | 3        | 1        | 2        | 5    | 3    | 6    | 0.500 | 168    | 200    | 0.840  |
| 4    | Nicaragua            | 3        | 0        | 3        | 0    | 0    | 9    | 0.000 | 132    | 225    | 0.586  |

| Fecha       | Hora  | Equipo 1             | Res.  | Equipo 2  | Set 1 | Set 2 | Set 3 | Set 4 | Set 5 | Total   | Reporte |
| ----------- | ----- | -------------------- | ----- | --------- | ----- | ----- | ----- | ----- | ----- | ------- | ------- |
| 24 de abril | 15:00 | Nicaragua            | 0 – 3 | Cuba      | 12-25 | 11-25 | 12-25 |       |       | 35 – 75 | P2 P3   |
| 24 de abril | 19:00 | República Dominicana | 3 – 0 | Guatemala | 25-10 | 25-19 | 25-17 |       |       | 75 – 46 | P2 P3   |
| 25 de abril | 15:00 | Guatemala            | 3 – 0 | Nicaragua | 25-11 | 25-23 | 25-16 |       |       | 75 – 50 | P2 P3   |
| 25 de abril | 19:00 | República Dominicana | 0 – 3 | Cuba      | 15-25 | 17-25 | 16-25 |       |       | 48 – 75 | P2 P3   |
| 26 de abril | 15:00 | Cuba                 | 3 – 0 | Guatemala | 25-12 | 25-21 | 25-15 |       |       | 75 – 48 | P2 P3   |
| 26 de abril | 19:00 | República Dominicana | 3 – 0 | Nicaragua | 25-7  | 25-20 | 25-20 |       |       | 75 – 47 | P2 P3   |

#### Grupo B
| Pos. | Equipo      | Partidos | Partidos | Partidos | Pts. | Sets | Sets | Sets  | Puntos | Puntos | Puntos |
| Pos. | Equipo      | PJ       | PG       | PP       | Pts. | SG   | SP   | Ratio | PG     | PP     | Ratio  |
| ---- | ----------- | -------- | -------- | -------- | ---- | ---- | ---- | ----- | ------ | ------ | ------ |
| 1    | México      | 2        | 2        | 0        | 8    | 6    | 2    | 3.000 | 191    | 163    | 1.171  |
| 2    | Chile       | 2        | 1        | 1        | 5    | 4    | 4    | 1.000 | 177    | 184    | 0.961  |
| 3    | Puerto Rico | 2        | 0        | 2        | 2    | 2    | 6    | 0.333 | 174    | 195    | 0.892  |

| Fecha       | Hora  | Equipo 1    | Res.  | Equipo 2    | Set 1 | Set 2 | Set 3 | Set 4 | Set 5 | Total   | Reporte |
| ----------- | ----- | ----------- | ----- | ----------- | ----- | ----- | ----- | ----- | ----- | ------- | ------- |
| 24 de abril | 17:00 | Puerto Rico | 1 – 3 | Chile       | 25-23 | 19-25 | 21-25 | 24-26 |       | 89 – 99 | P2 P3   |
| 25 de abril | 17:00 | Chile       | 1 – 3 | México      | 25-20 | 22-25 | 16-25 | 15-25 |       | 78 – 95 | P2 P3   |
| 26 de abril | 17:00 | México      | 3 – 1 | Puerto Rico | 25-21 | 25-19 | 21-25 | 25-20 |       | 96 – 85 | P2 P3   |

### Fase final

#### Clasificación 5.º al 7.º puesto
|  | Partido 5.º puesto | Partido 5.º puesto | Partido 5.º puesto |           |    | Partido 6.º puesto | Partido 6.º puesto | Partido 6.º puesto |  |
|  |                    |                    |                    |           |    |                    |                    |                    |  |
|  |                    |                    |                    |           |    |                    |                    |                    |  |
|  | 3A                 | Guatemala          | 0                  |           |    |                    |                    |                    |  |
|  | 3A                 | Guatemala          | 0                  |           |    |                    |                    |                    |  |
|  | 3B                 | Puerto Rico        | 3                  |           |    |                    |                    |                    |  |
|  | 3B                 | Puerto Rico        | 3                  |           | 4A | Nicaragua          | 1                  |                    |  |
|  |                    |                    |                    |           | 4A | Nicaragua          | 1                  |                    |  |
|  |                    |                    | 3A                 | Guatemala | 3  |                    |                    |                    |  |
|  |                    |                    | 3A                 | Guatemala | 3  |                    |                    |                    |  |
|  |                    |                    |                    |           |    |                    |                    |                    |  |
|  |                    |                    |                    |           |    |                    |                    |                    |  |
|  |                    |                    |                    |           |    |                    |                    |                    |  |
|  |                    |                    |                    |           |    |                    |                    |                    |  |

##### Partido por el 5.º puesto
| Fecha       | Hora  | Equipo 1  | Res.  | Equipo 2    | Set 1 | Set 2 | Set 3 | Set 4 | Set 5 | Total   | Reporte |
| ----------- | ----- | --------- | ----- | ----------- | ----- | ----- | ----- | ----- | ----- | ------- | ------- |
| 28 de abril | 13:00 | Guatemala | 0 – 3 | Puerto Rico | 21-25 | 19-25 | 21-25 |       |       | 61 – 75 | P2 P3   |

##### Partido por el 6.º y 7.º puesto
| Fecha       | Hora  | Equipo 1  | Res.  | Equipo 2  | Set 1 | Set 2 | Set 3 | Set 4 | Set 5 | Total   | Reporte |
| ----------- | ----- | --------- | ----- | --------- | ----- | ----- | ----- | ----- | ----- | ------- | ------- |
| 29 de abril | 13:00 | Nicaragua | 1 – 3 | Guatemala | 22-25 | 17-25 | 25-17 | 17-25 |       | 81 – 92 | P2 P3   |

#### Clasificación 1.º al 4.º puesto
|  | Cuartos de final | Cuartos de final     | Cuartos de final |        |    | Semifinales          | Semifinales | Semifinales |    |              | Final        | Final                | Final |  |
|  |                  |                      |                  |        |    |                      |             |             |    |              |              |                      |       |  |
|  |                  |                      |                  |        |    |                      |             |             |    |              |              |                      |       |  |
|  |                  |                      |                  |        |    |                      |             |             |    |              |              |                      |       |  |
|  |                  |                      |                  |        |    |                      |             |             |    |              |              |                      |       |  |
|  |                  |                      |                  |        |    |                      |             |             |    |              |              |                      |       |  |
|  |                  | 1A                   | Cuba             | 3      |    |                      |             |             |    |              |              |                      |       |  |
|  |                  |                      |                  | 3      |    |                      |             |             |    |              |              |                      |       |  |
|  |                  |                      | 2B               | Chile  | 0  |                      |             |             |    |              |              |                      |       |  |
|  | 2B               | Chile                | 2B               | Chile  | 0  | 3                    |             |             |    |              |              |                      |       |  |
|  | 2B               | Chile                |                  |        |    |                      |             |             |    |              |              |                      |       |  |
|  | 3A               | Guatemala            | 0                |        |    |                      |             |             |    |              |              |                      |       |  |
|  | 3A               | Guatemala            | 0                |        |    |                      |             |             |    | 1A           | Cuba         | 3                    |       |  |
|  |                  |                      |                  |        |    |                      |             |             |    | 1A           | Cuba         | 3                    |       |  |
|  |                  |                      | 1B               | México | 0  |                      |             |             |    |              |              |                      |       |  |
|  | 2A               | República Dominicana | 1B               | México | 0  | 3                    |             |             |    |              |              |                      |       |  |
|  | 2A               | República Dominicana |                  |        |    |                      |             |             |    |              |              |                      |       |  |
|  | 3B               | Puerto Rico          | 2                |        |    |                      |             |             |    |              |              |                      |       |  |
|  | 3B               | Puerto Rico          | 2                |        | 2A | República Dominicana | 1           |             |    | Tercer lugar | Tercer lugar | Tercer lugar         |       |  |
|  |                  |                      |                  |        | 2A | República Dominicana | 1           |             |    | Tercer lugar | Tercer lugar | Tercer lugar         |       |  |
|  |                  |                      | 1B               | México | 3  |                      |             |             |    |              |              |                      |       |  |
|  |                  |                      | 1B               | México | 3  |                      |             |             | 2B | Chile        | 1            |                      |       |  |
|  |                  |                      |                  |        |    |                      |             |             | 2B | Chile        | 1            |                      |       |  |
|  |                  |                      |                  |        |    |                      |             |             |    |              | 2A           | República Dominicana | 3     |  |
|  |                  |                      |                  |        |    |                      |             |             |    |              | 2A           | República Dominicana | 3     |  |
|  |                  |                      |                  |        |    |                      |             |             |    |              |              |                      |       |  |

##### Cuartos de final
| Fecha       | Hora  | Equipo 1             | Res.  | Equipo 2    | Set 1 | Set 2 | Set 3 | Set 4 | Set 5 | Total     | Reporte |
| ----------- | ----- | -------------------- | ----- | ----------- | ----- | ----- | ----- | ----- | ----- | --------- | ------- |
| 27 de abril | 15:00 | Chile                | 3 – 0 | Guatemala   | 25-22 | 25-12 | 25-15 |       |       | 75 – 49   | P2 P3   |
| 27 de abril | 17:00 | República Dominicana | 3 – 2 | Puerto Rico | 17-25 | 21-25 | 27-25 | 25-23 | 15-12 | 105 – 110 | P2 P3   |

##### Semifinales
| Fecha       | Hora  | Equipo 1 | Res.  | Equipo 2             | Set 1 | Set 2 | Set 3 | Set 4 | Set 5 | Total    | Reporte |
| ----------- | ----- | -------- | ----- | -------------------- | ----- | ----- | ----- | ----- | ----- | -------- | ------- |
| 28 de abril | 15:00 | Cuba     | 3 – 0 | Chile                | 25-11 | 25-21 | 25-20 |       |       | 75 – 52  | P2 P3   |
| 28 de abril | 17:00 | México   | 3 – 1 | República Dominicana | 25-27 | 25-21 | 25-9  | 25-21 |       | 100 – 78 | P2 P3   |

##### Partido por el3.ery 4.º puesto
| Fecha       | Hora  | Equipo 1             | Res.  | Equipo 2 | Set 1 | Set 2 | Set 3 | Set 4 | Set 5 | Total   | Reporte |
| ----------- | ----- | -------------------- | ----- | -------- | ----- | ----- | ----- | ----- | ----- | ------- | ------- |
| 29 de abril | 15:00 | República Dominicana | 3 – 1 | Chile    | 25-22 | 22-25 | 25-16 | 26-24 |       | 98 – 87 | P2 P3   |

##### Final
| Fecha       | Hora  | Equipo 1 | Res.  | Equipo 2 | Set 1 | Set 2 | Set 3 | Set 4 | Set 5 | Total   | Reporte |
| ----------- | ----- | -------- | ----- | -------- | ----- | ----- | ----- | ----- | ----- | ------- | ------- |
| 29 de abril | 17:00 | México   | 0 – 3 | Cuba     | 18-25 | 24-26 | 19-25 |       |       | 61 – 76 | P2 P3   |

## Clasificación general
| Pos               | Equipo               |
| ----------------- | -------------------- |
| Medalla de oro    | Cuba                 |
| Medalla de plata  | México               |
| Medalla de bronce | República Dominicana |
| 4                 | Chile                |
| 5                 | Puerto Rico          |
| 6                 | Guatemala            |
| 7                 | Nicaragua            |

| Cuba Campeón 1.º título |

## Distinciones individuales
Al culminar la competición la organización del torneo entregó los siguientes premios individuales:
| - Jugador más valioso (MVP) José Miguel Gutiérrez - Mayor anotador Fuhit Edouarde - Mejor armador Christian Thondike - Mejores atacantes Victor Andreu (primero) José Miguel Gutiérrez (segundo) - Mejores centrales Luis Vidal Allen (primero) Dawilin Méndez (segundo) | - Mejor opuesto Eduardo Hernández - Mejor líbero Ricardo Gómez - Mejor defensa Jordan Carcaché - Mejor servicio José Miguel Gutiérrez - Mejor recepción Gabriel Pantoja |

## Clasificados al Mundial 2019
| Bandera de México | Bandera de la República Dominicana |
| México            | República Dominicana               |
| ----------------- | ---------------------------------- |